# Răcari
Răcari este un oraș în județul Dâmbovița, Muntenia, România, format din localitățile componente Bălănești, Colacu, Ghergani, Ghimpați, Mavrodin, Răcari (reședința), Săbiești și Stănești. A fost declarat oraș prin Legea nr. 543 din 25 noiembrie 2004.

## Așezare geografică
Orașul Răcari se află situat în partea de S-E a județului Dâmbovița. Orașul este așezat în Câmpia Titu la o altitudine de 140 m față de nivelul mării, fiind brăzdat de cursurile râurilor Colentina și Ilfov.
Se învecinează cu:
- Nord:Bilciurești și Cojasca
- Sud:Tărtășești, Ciocănești, Slobozia Moară, Lungulețu
- Est:Butimanu
- Vest:Conțești și Cornățelu

## Istoric
Ca unitate administrativ-teritorială, orașul Răcari a fost atestat prin anul 1725, printr-o cruce ridicată de starostele bărbierilor din București, fiind cunoscută sub primul nume de comuna Podul Bărbierului, datorită podului peste pârâul Ilfovăț, ridicat de același bărbier pe drumul ce lega Bucureștiul de Câmpulung. Crucea a fost ulterior mutată în curtea moșierului Gh. Meitanii la inceputul secolului al XX-lea. Pe cruce se arată că a fost ridicată de Ștefan Vătaful de bărbieri și de alți meșteri de refetul său. De atunci, punctul a început să se numească Podul Bărbierului și drumul între Târgoviște și București a început să fie scurtat pe aici.
Cea mai importantă lucrare ce tratează istoria localității este o monografie a satului Răcari, editată în 1939 în Târgoviște la Tipografia și Legătoria de cărți „Viitorul”, sub semnătura magistratului Nicolae M. Popescu-Răcăreanu, sub titlul „Moșnenii Răcăreni-Ot Boanga”. În această monografie se vorbește despre un ins care și-a așezat aici locuința și că acesta s-a numit Ghimpatul. Așezarea a fost la început pe malul drept al pârâului Colentina, așa cum reiese din actul de împărțeală din data de 6 februarie 1756.
În 1865, satul a luat denumirea oficială de Podul Bărbierului. La sfârșitul secolului al XIX-lea, comuna Podu Bărbierului făcea parte din plasa Ialomița a județului Dâmbovița avea 1041 de locuitori, o biserică și o școală în unica sa localitate. La acea vreme, pe teritoriul actual al orașului, funcționau în aceeași plasă și comunele Ghergani și Vizurești. Comuna Ghergani avea în compunere satele Ghergani, Mavrodin, Colacu și Săbiești, cu 1750 de locuitori. Aici funcționau o moară cu aburi, trei biserici și două școli — una la Ghergani și alta la Colacu. În Ghergani este înmormântat, împreună cu familia sa, Ion D. Ghica, fost Bei de Samos, și un mare scriitor, care a construit în anul 1872 o stație de cale ferată, apoi Școala generală, cladirea Judecătoriei Plasa Ghergani și multe alte obiective social-culturale. Comuna Vizurești era formată din satele Vizurești, Ghimpați și Priseaca, având în total 1297 de locuitori; în ea funcționau două biserici și o moară de apă.
Denumirea comunei Podu Bărbierului a fost schimbată în Răcari în 1911 și se păstrează și astăzi. În 1925, comuna Răcari avea 1712 locuitori și făcea parte din plasa Ghergani a aceluiași județ. Reședința acestei plăși era comuna Ghergani, cu 3150 de locuitori în satele Bălănești, Colacu, Gămănești, Ghergani, Mavrodinu și Săbiești. Cealaltă comună de pe actualul teritoriu al orașului, Vizurești, avea în compunere în 1925 satele Vizurești și Ghimpați, cu 1390 de locuitori.
În 1950, comunele au trecut în subordinea raionului Răcari din regiunea București, Răcari comasând toate celelalte comune și devenind centru administrativ regional. În 1968, comuna Răcari a trecut în componența Județul Dâmbovița, având în compunere satele Răcari, Ghergani, Bălănești, Colacu, Ghimpați, Mavrodin, Săbiești și Stănești. În 25 noiembrie 2004, comuna Răcari a fost declarată oraș.

## Demografie
Componența etnică a orașului Răcari
     Români (88,47%)
     Romi (3,22%)
     Alte etnii (0,19%)
     Necunoscută (8,12%)
Componența confesională a orașului Răcari
     Ortodocși (89,15%)
     Penticostali (1,19%)
     Alte religii (1,06%)
     Necunoscută (8,59%)
Conform recensământului efectuat în 2021, populația orașului Răcari se ridică la 6.306 locuitori, în scădere față de recensământul anterior din 2011, când fuseseră înregistrați 6.930 de locuitori. Majoritatea locuitorilor sunt români (88,47%), cu o minoritate de romi (3,22%), iar pentru 8,12% nu se cunoaște apartenența etnică. Din punct de vedere confesional, majoritatea locuitorilor sunt ortodocși (89,15%), cu o minoritate de penticostali (1,19%), iar pentru 8,59% nu se cunoaște apartenența confesională.
|  | Graficele sunt indisponibile din cauza unor probleme tehnice. Mai multe informații se găsesc la Phabricator și la wiki-ul MediaWiki. |

Date: Recensăminte sau birourile de statistică - grafică realizată de Wikipedia

## Politică și administrație
Orașul Răcari este administrat de un primar și un consiliu local compus din 15 consilieri. Primarul, Marius Florin Caravețeanu[*], de la Partidul Național Liberal, este în funcție din 2008. Începând cu alegerile locale din 2024, consiliul local are următoarea componență pe partide politice:
|  | Partid                          | Consilieri | Componența Consiliului | Componența Consiliului | Componența Consiliului | Componența Consiliului | Componența Consiliului | Componența Consiliului | Componența Consiliului | Componența Consiliului | Componența Consiliului | Componența Consiliului | Componența Consiliului |
|  | ------------------------------- | ---------- | ---------------------- | ---------------------- | ---------------------- | ---------------------- | ---------------------- | ---------------------- | ---------------------- | ---------------------- | ---------------------- | ---------------------- | ---------------------- |
|  | Partidul Național Liberal       | 11         |                        |                        |                        |                        |                        |                        |                        |                        |                        |                        |                        |
|  | Partidul Social Democrat        | 3          |                        |                        |                        |                        |                        |                        |                        |                        |                        |                        |                        |
|  | Alianța pentru Unirea Românilor | 1          |                        |                        |                        |                        |                        |                        |                        |                        |                        |                        |                        |

## Economie
Orașul Răcari este o localitate a cărei economie nu are o ramură preponderentă și există un echilibru între producția agricolă și cea industrială.Principalele ramuri industriale sunt: metalurgie, prelucrarea lemnului, confecții și textile.
De asemenea, funcționează un număr de aproximativ 150 de agenți economici în diferite domenii de activitate.

## Personalități
- Ion Ghica (1816-1897), om politic, prim-ministru al României, diplomat.